# Aurelius Prudentius Clemens
Aurelius Prudentius Clemens (348 – okolo 410) byl křesťanský římský básník, právník a politik. Je považován za nejvýznamnějšího starokřesťanského básníka.

## Život
Pocházel z provincie Tarraconensis v dnešním Španělsku, kde také zemřel (přesná místa nejsou známa). Prudentius vystudoval právo a rétoriku. Poté byl politicky aktivní a na dvoře Theododosia I. zastával vysoký vojenský úřad. Ve stáří odešel do kláštera do rodné Hispánie, kde se věnoval poezii.

## Dílo
V jeho díle jsou jasně patrné dva vlivy: Prudentius navazuje na tehdy mladou tradici křesťanských autorů (inspirován církevními Otci, zejm. Tertullianem a Sv. Ambrožem) i na klasické antické myšlení; tyto dva prvky dokázal spojit do kompaktního díla.
- Kathemerinon, (Denní písně) dílo bylo vydáno roku 404, obsahuje 12 hymnů v 9 různých metrech pro jednotlivé denní a životní doby a zabývá se v něm každodenním životem křesťana. Kathemerinon patří k nejlepším básnickým dílům z období konce Římské říše; došlo zde k zajímavému spojení klasicky římského přístupu k literatuře s křesťanstvím.
- Peri stephanon (O věncích mučedníků), obsahuje 14 básní oslavující křesťanské mučedníky především z oblasti Říma.
- Dittochaeon, obsahuje 49 epigramů z Bible od Adama a Evy po apokalypsu.
- Psychomachia, alegorický zápas hříchů a ctností, ve středověku jedno z nejvlivnějších děl.
- Libri contra Symmachum, spis proti pohanskému senátoru Symmachovi.
- Hamartigenia („Původ hříchu“), proti gnostikům.
- Apotheosis

## Psychomachia
Psychomachia (Válka duší) je pravděpodobně první a nejvlivnějším ryzím středověkým alegorickým dílem, prvním v dlouhé tradici různých děl jako je například kniha básní Guillauma de Lorrise a Jeana de Meuna Le Roman de la Rose ("Román o růži"), dílo o umírajícím bohatém muži Everyman (něm. Jedermann) nebo poemy od Williama Langlanda Piers Plowman neboli Visio Willelmi de Petro Ploughman.
Zápletkou je souboj personifikovaných „dobrých“ ctností jako jsou Pokora, Cudnost, Štědrost, atd. (viz sedm ctností) s personifikovanými „špatnými“ vlastnostmi jako jsou Pýcha, Hněv, Lakota, atd. (viz sedm hlavních hříchů). Personifikace jsou ženy, poněvadž v latině jsou slova v ženském rodu.
Obyčejný čtenář může z počátku brát poemu z literárního hlediska jako příběh o několika rozzlobených ženách bojujících proti sobě navzájem, protože Prudentius jako autor první čisté alegorie nedává ke svým alegorickým personifikacím žádné vysvětlení.